# Amycus effeminatus
Amycus effeminatus är en spindelart som beskrevs av Lodovico di Caporiacco 1954. Amycus effeminatus ingår i släktet Amycus och familjen hoppspindlar. Inga underarter finns listade i Catalogue of Life.